# Jules Carpentier
Pour les articles homonymes, voir Carpentier.
Jules Carpentier, né à Paris le 30 août 1851 et mort à Joigny le 26 juin 1921 d'un accident de voiture, est un ingénieur français, constructeur et auteur de nombreuses inventions dans le domaine de l'optique, de la photographie, du cinéma, des premiers appareils de mesures électriques, du télégraphe et de l'optométrie. Il est notamment célèbre pour avoir fait aboutir et produire en série le cinématographe Lumière à partir du prototype inventé par Louis Lumière.

## Biographie

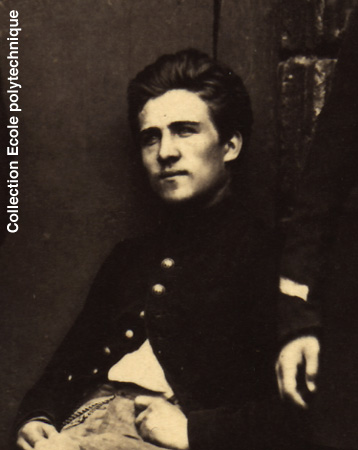
Jules Carpentier à l'École polytechnique.

Jules Carpentier nait à Paris en 1851 d’une famille de modestes commerçants en tissu du boulevard Saint-Michel. Il fait ses études au lycée Louis-le-Grand et entre en 1871, à 20 ans, à l'École polytechnique en même temps que son camarade de promotion, le futur Maréchal Foch. Nommé en 1873 Ingénieur des Manufactures de Tabac de l’État, il préfère presque aussitôt se consacrer à la mécanique et s’engage comme simple ouvrier ajusteur aux Ateliers de Paris de la Compagnie du chemin de fer Paris-Lyon-Méditerranée. Dix mois plus tard, il était nommé adjoint à l'ingénieur principal du matériel de cette Compagnie.
En 1877 survient la mort du constructeur Heinrich Daniel Ruhmkorff. Jules Carpentier apprend par hasard que la succession du célèbre constructeur allait être vendue aux enchères. Il se porte acquéreur en 1878, la succession ne lui est pas disputée et il obtient tout ce que Ruhmkorff laissait après lui. Jusqu'à sa mort, il en fait une entreprise florissante de matériel électrique et optique.
Jules Carpentier est élu membre libre de l'Académie des sciences en 1907 et il est président d'honneur de la Société française de photographie de 1909 à 1911, succédant à Jules Violle, dont il avait été l'élève au lycée Louis-le-Grand. Il est également président du Syndicat professionnel des industries électriques, de la Société internationale des électriciens, de l'Association française pour l'avancement des sciences et de la Société des ingénieurs civils, ancêtre du Conseil national des ingénieurs et scientifiques de France. Il est élu au Bureau des longitudes en 1897. En 1907, il reçoit la croix de commandeur de la Légion d'honneur.

## Mesures électriques
La société créée par Jules Carpentier, Les ateliers Jules Carpentier fut l’un des premiers constructeurs des différents modèles de galvanomètres imaginés par Marcel Deprez et Arsène d'Arsonval et breveta certains d’entre eux avec Marcel Deprez. Plusieurs autres types de galvanomètres avaient déjà été construits soit par Ruhmkorff, soit par Jules Carpentier en améliorant les modèles de Nobili, de Weber, de Thomson, de Claude Pouillet.
Par ailleurs, Jules Carpentier a mis au point avec d’autres savants tels que Éleuthère Mascart, Pellat, Broca, André Blondel, Abraham, Louis Le Chatelier ou Callendar, toute une série d’instruments dérivés du galvanomètre pour la mesure et l’enregistrement des intensités, des potentiels et des tensions électriques et d’autres grandeurs qui en dérivent. Reprenant en 1881 le principe de la boussole de Maxwell, Jules Carpentier l’applique à la mesure des résistances. Jules Carpentier a par ailleurs largement contribué aux mesures électriques diverses et à la constitution des étalons nécessaires. Pendant près d'un demi-siècle, de nombreux instruments de mesure électriques ont porté la marque Carpentier.

## Télégraphie
Jules Carpentier s'est occupé de la mise au point définitive du système de télégraphie dû à l’ingénieur des Postes et Télécommunications français Emile Baudot. Des dispositifs régulateurs, traducteurs et imprimeurs complètent le système grâce à son travail et à celui de ses principaux collaborateurs. Des milliers d’installations Baudot sont sorties des ateliers Jules Carpentier pour équiper les réseaux télégraphique en France et dans de nombreux pays étrangers.
Après l'invention du télégraphe et les premiers essais par Marconi, Gustave Ferrié, alors capitaine du Génie au service de la télégraphie militaire, fut chargé par le Ministre de la Guerre, de Freycinet, de suivre ces expériences et ensuite de procéder à de nouvelles études en vue de la réalisation en France d’un matériel qu’il pressentait devoir prendre une importance militaire de premier ordre. Pour ces réalisations, Gustave Ferrié rechercha la collaboration de Carpentier comme constructeur. Ils étudièrent sur des bases nouvelles la construction de bobines d’induction et d’interrupteurs secs ou à mercure spécialement adaptés à la TSF., et bientôt fut mis sur pied un matériel électrique complet de production des ondes hertziennes par décharges de condensateurs très puissants pour l'époque.
Jules Carpentier, toujours en collaboration avec Gustave Ferrié, créa également les ondemètres, fréquencemètres, ohmmètres et ampèremètre thermiques spéciaux nécessaires à l’introduction de la mesure et du calcul dans les divers organes de la TSF. L’apparition de la lampe à trois électrodes de l’américain Deforest venait de révolutionner la technique de la TSF et Jules Carpentier s’occupait d’en introduire l’emploi dans les instruments de mesure électrique et radioélectrique lorsque sa mort brutale arrêta le cours de ses travaux.

## Photographie
Jules Carpentier collabore étroitement avec Charles Cros pour un procédé que ce dernier avait imaginé en 1869 pour la photographie en couleur. Il rend compte en 1885 à l’Académie des Sciences d’un projet de définition, de classification et de notation des couleurs.
Jules Carpentier aborde la construction d'un appareil photographique en 1890, en créant une chambre photographique à main, la photo-jumelle à répétition à 12 plaques escamotables. Cet instrument permettait la prise de vue à hauteur d’œil en visant par un objectif disposé à côté de celui qui enregistrait les images. Comme il s’agissait d’un appareil portatif de petit format, Jules Carpentier créa pour leur agrandissement de nouveaux types d’amplificateurs à mise au point automatique. Insatisfait des objectifs courants, il inventa deux appareils permettant de mesurer leurs principales caractéristiques, le Focograde et le Focomètre, puis passa de l’étude analytique des objectifs à leur fabrication même en s’occupant du façonnage des surfaces de verre sphériques et du centrage des lentilles dans leurs montures.
La photo-jumelle connut un grand succès commercial et il en fut fabriqué divers modèles. De nombreuses imitations furent lancées par d’autres fabricants.

## Cinématographe
Jules Carpentier collabore avec Louis Lumière à la mise au point du cinématographe, caméra "réversible" au format Edison de 35 mm, dont le premier brevet est déposé en février 1895. Il ne s'agit alors que d'un prototype. Carpentier déposera, par ailleurs, le brevet d’un « mécanisme intermittent de bandes pelliculaires constamment engrenées avec roues dentées », qui est une amélioration apportée au prototype de Louis Lumière, dont le mécanisme était mis en mouvement de l'extérieur par un jeu de courroies et l'entraînement image par image de la pellicule assuré par un système de pinces intermittentes. Carpentier transforme la machine en intériorisant le mécanisme dorénavant actionné par un jeu de pignons dentés et l'entraînement intermittent par le mécanisme à griffes qu'avait imaginé Louis Lumière,. Le modèle définitif est mis au point en novembre 1895 ; Carpentier en fabrique alors une première série de vingt-cinq modèles. À la suite du succès de la grande première des projections publiques au Salon Indien du Grand Café le 28 décembre 1895, Carpentier lance la fabrication des 200 premiers cinématographes commandés par les frères Lumière. Il continue d'en perfectionner le mécanisme au cours de l'année 1896 en y introduisant un « mécanisme avec croix de Malte à cinq branches », dont il dépose le brevet le 18 mars 1896, quarante jours avant celui de Pierre-Victor Continsouza. 
À partir de 1897, Jules Carpentier est chargé de fabriquer le cinématographe spécial pour projection, qui est un appareil de projection seul (qui n'a donc pas la fonction de caméra de prise de vues, qu'avaient les premiers cinématographes. Le modèle est décliné en deux formats : le modèle A pour passer les films à perforations Lumière (griffes rondes pour un format 35 mm maison à une seule perforation ronde sur chaque bord de chaque photogramme, qui va être bientôt abandonné), le modèle B pour les films à perforations Edison (griffes plates pour le format 35 mm à 4 perforations rectangulaires sur chaque bord de chaque photogramme, qui va devenir le format standard du cinéma). En 1906, Carpentier imagine un défileur s'adaptant à l'appareil de projection, et permettant de passer des bobines de 400 mètres : le défileur Carpentier-Lumière.
De 700 à 800 cinématographes Lumière sont finalement construits dans les ateliers Carpentier. 
En 1909, toujours en collaboration avec les frères Lumière, sort des Ateliers Jules Carpentier une caméra 35 mm (format Edison), brevetée sous la dénomination Cinématolabe, qui ne connaît qu'un succès mitigé sur un marché mondial alors dominé par la Pathé "Professionnelle" et la Gaumont Chrono Négatif, qui seront à leur tour dépassées aux États-Unis par la Bell & Howell 2709 (1909) et en Europe par la Debrie Parvo L, caméra française conçue par André Debrie.

## Optique
Dans le courant de l’année 1900, le Service des Constructions Navales fait appel au concours de Jules Carpentier pour réaliser des périscopes de sous-marins. Il s’agissait de pourvoir d’un « tube de vision » le sous-marin « Le Morse » en achèvement au début de 1899 sur les chantiers du Génie Maritime à Cherbourg. L’étude en avait été commencée par deux Officiers de Marine, Violette et Daveluy, et poursuivie par Garnier et Romazotti. Jules Carpentier, encouragé par M. Pollard, alors directeur de l’École du Génie Maritime, se mit au travail avec son bureau d’études et découvrit une solution nouvelle et satisfaisante au problème posé. En 1906, le nombre de périscopes en service dépassait 80. 
Il mit également au point des périscopes de tranchée qui furent très utilisés pendant la Première Guerre mondiale.
Jules Carpentier ne breveta pas les combinaisons optiques sur lesquelles reposaient les différents types de périscopes afin que la défense nationale française en conserve le secret. À ce titre, il fut promu en 1907 Commandeur de la Légion d’Honneur.

## Domaines divers
Jules Carpentier a également travaillé dans le domaine de l'acoustique et a breveté deux inventions, le « Mélographe » et le « Mélotrope » en 1887 destinés à enregistrer puis à reproduire automatiquement les morceaux de musique exécutés sur un clavier, piano ou orgue.
Le mélographe était un instrument de dimensions relativement réduites et tout à fait indépendant des pianos et orgues sur le clavier desquels il s’adaptait facilement. Cet instrument transformait le mouvement des touches en contacts électriques. Le problème se trouvait alors ramené à une question de chronographie qu’on résolvait par une technique du genre de celle du télégraphe multiple. Le mélographe fournissait des inscriptions à l’encre sur une bande continue de papier. Un perforateur permettait de transformer les traits enregistrés en trous.
Le mélotrope s’installait aussi facilement sur le clavier et par des doigts agissant sur les touches, permettait de restituer le morceau enregistré par le mélographe. Le mécanisme utilisait un petit servomoteur à frottement.
À l’époque, un grand nombre de pianistes virtuoses sont venus enregistrer aux ateliers Jules Carpentier, rue Delambre à Paris, et leur jeu a pu être reproduit automatiquement à l’aide des bandes enregistrées.
En 1886, il propose un modèle de batteur de mesure électrique pour la direction d'orchestre, reprenant un mécanisme inventé par Hector Berlioz et datant de 1855, qui remplace le mouvement de pendule du système de Duboscq par « un éclairage alternatif de deux baguettes sur un fond noir, qui produit sur l'œil l'impression d'une baguette oscillant entre deux positions déterminées, sans que ce mouvement se produise réellement ».
Jules Carpentier s’est encore intéressé à de nombreux autres problèmes, tels qu'un pendule entretenu électriquement, un frein dynamométrique, la mesure des bases géodésiques, etc.

## Vie personnelle
Jules Carpentier épouse en 1876 Lucie Violet. Un héritage lui permet d’acquérir l'hôtel particulier du 34, rue du Luxembourg (maintenant rue Guynemer) à Paris, tout près de ses ateliers du 20, rue Delambre transférés depuis les anciens ateliers Ruhmkorff du 15, rue Champollion. Sur les quatre enfants qui étaient nés de son union avec Lucie Violet, il en perd deux coup sur coup en 1889 et 1891.
Une place de la ville de Voisins-le-Bretonneux est nommée en son honneur, ayant acquis le château de Voisins-le-Bretonneux en 1891, puis revendu par sa fille en 1945. Une rue d'Arromanches-les-Bains est également nommée en son honneur, y ayant acquis une maison.
Jules Carpentier est père de l'homme politique Jean Carpentier, maire du 6e arrondissement de Paris de 1941 à 1944, et le grand-père du producteur de télévision Gilbert Carpentier et de l'architecte François Carpentier. Il est également l'arrière-grand-père de la comédienne Sylvie Joly et de la romancière Fanny Joly.